# Глинный (овраг)
Глинный — овраг в России, расположен в Сорочинском районе Оренбургской области. По оврагу протекает река, её устье находится в 390 км по левому берегу реки Самара, около города Сорочинск. Длина составляет 11 км. Площадь водосборного бассейна — 30,5 км².

## Данные водного реестра
По данным государственного водного реестра России относится к Нижневолжскому бассейновому округу, водохозяйственный участок реки — Самара от Сорочинского гидроузла до водомерного поста у села Елшанка. Речной бассейн реки — Волга от верховий Куйбышевского вдхр. до впадения в Каспий.
Код объекта в государственном водном реестре — 11010001012112100006471.